# Пляцко Роман Михайлович
Роман Михайлович Пляцко (нар. 17 квітня 1952 року в селі Кулява Жовківського району Львівської області) — український науковець, фізик-теоретик, доктор фізико-математичних наук, старший науковий співробітник, дійсний член Наукового товариства імені Шевченка.

## Біографія
Закінчив Львівський державний університет імені Івана Франка (Фізика, 1974).
У 1974-1977 – аспірант інституту фізики АН Білоруської РСР. 
У 1979 захистив дисертацію «Эффекти эйнштейновской теории тяготения, обумовленные колебаниями и спином пробного тела», науковий керівник — Скоробогатько Віталій Якович.
Працював Провідним науковим співробітником у Відділі № 12 диференціальних рівнянь та теорії функцій в Інституті прикладних проблем механіки і математики ім. Я. С. Підстригача НАН України.
Науковий секретар Наукового товариства імені Шевченка, відповідає за забезпечення організаційних і планово-фінансових зв'язків з Інститутом енциклопедичних досліджень НАН України.
Досліджує біографію Івана Пулюя.

## Основні публікації
1. R. Plyatsko, M. Fenyk. Reply to «Comment on ‘Highly relativistic spin-gravity coupling for fermions’»// Phys. Rev. D. — 2016. — Vol. 93. — 028502.
2. R. Plyatsko, M. Fenyk. Antigravity: Spin-gravity coupling in action // Phys. Rev. D. — 2016. — Vol. 94. — 044047.
3. R. Plyatsko, M. Fenyk. Highly relativistic spin-gravity coupling for fermions // Phys. Rev. D. — 2015. — Vol. 91. — 044019.
4. R. Plyatsko, M. Fenyk, O. Stefanyshyn. Solutions of Mathisson-Papapetrou Equations for Highly Relativistic Spinning Particles. In Equations of Motion in Relativistic Gravity, Vol. 179 of «Fundamental Theories of Physics», edited by D. Puetzfeld, C. Lammerzahl, and B. Schutz (Springer, 2015), Chapter IV.
5. R.M. Plyatsko, M.T. Fenyk. Neutrino in gravitational field. Odessa Astron. Publ. — 2014. — V.27, No 2. — 34-35.
6. Р. Пляцко. Гравітація і спін // Фіз. зб. НТШ. — 2014. — Т.9. — 62–76.
7. Р. Пляцко. Професор О.-М. Біланюк і концепція тахіонів // Фіз. зб. НТШ. — 2014. — Т.9. — 100—105.
8. R. Plyatsko, M. Fenyk. Highly relativistic circular orbits of spinning particle in the Kerr field // Phys. Rev. D. — 2013. — Vol.87. — 044019.
9. R. M. Plyatsko, M. T. Fenyk. Highly relativistic circular orbits of spinning particle in the Schwarzschild and Kerr field // Odessa Astron. Publ. — 2012. — Vol. 25, No 2 — 138—140.
10. R. Plyatsko, M. Fenyk. Highly relativistic spinning particle in the Schwarzschild field: Circular and other orbits // Phys. Rev. D. — 2012. — Vol. 85. — 104023.
11. Plyatsko R.M., Stefanyshyn O.B., Fenyk M.T. Mathisson-Papapetrou-Dixon equations in the Schwarzschild and Kerr backgrounds. Class. Quantum Grav. 2011, V.28, 195025 (20 pp).
12. Пляцко Р., Стефанишин О., Феник М. До вибору доповняльної умови для рівнянь Матісона-Папапетру. Фіз. зб. НТШ. 2011, Т.8, с.151-157.
13. Пляцко Р. М., Стефанишин О. Б. Точні рівняння Матісона-Папапетру для метрики Шварцшильда з використанням інтегралів руху. Укр. фіз. журн. 2011, Т.56, № 9, с.869-879. [R.M. Plyatsko, O.B. Stefanyshyn. Exact Mathisson-Papapetrou Equations in the Schwarzschild Metric With Integrals of Motion. Ukr. J. Phys. 2011, Vol.56, No.9, p.869-879].
14. Plyatsko R., Stefanyshyn O., Fenyk M. Highly relativistic spinning particle starting near $r_{ph}^{(-)}$ in a Kerr field. Phys. Rev. D, 2010, v.82, No.4,044015 (10 pp.).
15. Plyatsko R., Stefanyshyn O. Mathisson equations: non-oscillatory solutions in a Schwarzschild field // Acta Phys. Pol. B. — 2008. — v. 39. — P.23–34.
16. Plyatsko R. Ultrarelativistic circular orbits of spinning particlesa in a Schwarzschild field // Class. Quantum Grav. — 2005. — v. 22. — P.1545–1551.
17. Plyatsko R., Bilaniuk O. Gravitational ultrarelativistic interaction of classical particles in the context of unification of interactions // Class. Quantum Grav. — 2001. — v. 18. — P. 5187–5198.
18. Plyatsko R. Gravitational ultrarelativistic spin-orbit interaction and weak equivalence principle // Phys. Rev. D. — 1998, v. 58. — 084031.
19. Пляцко Р. М. Прояви гравітаційної ультрарелятивістської спін-орбітальної взаємодії. Київ, Наук. думка, 1988. — 148 с.